# Liste der Naturdenkmäler im Bezirk Güssing
Die Liste der Naturdenkmäler im Bezirk Güssing listet alle als Naturdenkmal ausgewiesenen Objekte im Bezirk Güssing im Bundesland Burgenland auf.

## Naturdenkmäler
| Foto |                 | Name                             | ID                | Standort                                                                          | Beschreibung | Fläche | Datum |
| ---- | --------------- | -------------------------------- | ----------------- | --------------------------------------------------------------------------------- | --- | ------ | ----- |
| 1    | Datei hochladen | Rosskastanie                     | GS-075            | Eberau KG: Kulm GrStNr: 77 Standort                                               | |        | 1933  |
| 1    | Datei hochladen | Winterlinde                      | GS-076            | Eberau KG: Kulm GrStNr: 5/6 Standort                                              | |        | 1933  |
| 1    | Datei hochladen | Traubeneiche                     | GS-077            | Neustift bei Güssing KG: Neustift bei Güssing GrStNr: 968 Standort                | |        | 1969  |
| 1    | Datei hochladen | Stieleiche                       | GS-097            | Heiligenbrunn KG: Heiligenbrunn GrStNr: 3337 Standort                             | |        | 1971  |
| 1    | Datei hochladen | 13 Stieleichen                   | GS-079 bis GS-091 | Güssing KG: Güssing GrStNr: 2016; 2042; 2069 Standort                             | Anmerkung: Im Schlosspark Güssing. Standorte und IDs der einzelnen Bäume lt. GIS: GS-3728, GS-3727, GS-3726, GS-3725, GS-3735, GS-3729, GS-3731, GS-3730, GS-3734, GS-3724, GS-3733, GS-3732, GS-3723 |        | 1972  |
| 0 BW | Datei hochladen | Zerreiche                        | GS-093            | Güssing KG: Güssing Standort                                                      | Anmerkung: Im Schlosspark Güssing |        | 1972  |
| 1    | Datei hochladen | Winterlinde                      | GS-092            | Güssing KG: Güssing Standort                                                      | Winterlinde im Eichenhain bei UrbersdorfAnmerkung: Im Schlosspark Güssing |        | 1972  |
| 1    | Datei hochladen | Stieleichen                      | GS-005            | Sankt Michael im Burgenland KG: Sankt Michael im Burgenland GrStNr: 2082 Standort | Das Naturdenkmal besteht aus 19 Stieleichen, wobei 1973 ursprünglich 33 Stiel- und Steineichen im Gemeindewald von St. Michael unter Schutz gestellt worden waren.                                    |        | 1973  |
| 1    | Datei hochladen | Quelltümpel                      | GS-07             | Heiligenbrunn KG: Hagensdorf im Burgenland GrStNr: 1716 Standort                  | Der sogenannte Heiligenstock wurde südöstlich von Hagensdorf mit Abzugsgaben bis Grenzgraben unter Schutz gestellt.Anmerkung: Koordinaten grundstücksgenau                                            |        | 1977  |
| 1    | Datei hochladen | Platane                          | GS-094            | Bildein KG: Unterbildein GrStNr: 2 Standort                                       | |        | 1981  |
| 1    | Datei hochladen | Sommerlinde                      | GS-095            | Heiligenbrunn KG: Deutsch Bieling GrStNr: 1015 Standort                           | |        | 1982  |
| 0    | Datei hochladen | Europäische Trollblume, Standort | GS-10??           | Gerersdorf-Sulz KG: Gerersdorf bei Güssing                                        | |        | 1982  |
| 0    | Datei hochladen | Tümpel                           | GS-12??           | Güssing KG: Urbersdorf                                                            | |        | 1985  |
| 1    | Datei hochladen | Stieleiche                       | GS-078            | Heiligenbrunn KG: Heiligenbrunn GrStNr: 2016 Standort                             | Der Baum wurde im August 2017 durch einen Sturm beschädigt.Anmerkung: lt. GeoDaten Bgld seit 1971 geschützt                                                                                           |        | 1992  |
| 1    | Datei hochladen | Sandgrube, Bienenfresserkolonie  | GS-14??           | Neustift bei Güssing KG: Neustift bei Güssing GrStNr: 1808 Standort               | |        | 2000  |
| 1    | Datei hochladen | Winterlinde                      | GS-098            | Wörterberg KG: Wörterberg GrStNr: 4 Standort                                      | |        | 2002  |
| 1    | Datei hochladen | Stieleiche                       | GS-099            | Gerersdorf-Sulz KG: Gerersdorf bei Güssing GrStNr: 628 Standort                   | |        | 2004  |
| 0 BW | Datei hochladen | Linde                            | GS-4616           | Moschendorf KG: Moschendorf GrStNr: 3982 Standort                                 | |        | 2019  |

## Ehemalige Naturdenkmäler
| Foto |                 | Name           | ID      | Standort                                                      | Beschreibung | Fläche | Datum |
| ---- | --------------- | -------------- | ------- | ------------------------------------------------------------- | ------------ | ------ | ----- |
| 0    | Datei hochladen | Winterlinde    | GS-17?? | Kukmirn KG: Kukmirn GrStNr: 28                                |              |        | 1969  |
| 1    | Datei hochladen | 4 Winterlinden | GS-18?? | Kukmirn KG: Limbach GrStNr: 56 Standort                       |              |        | 1969  |
| 0    | Datei hochladen | Winterlinde    | GS-19?? | Kukmirn KG: Limbach GrStNr: 2017                              |              |        | 1969  |
| 0    | Datei hochladen | Rotbuche       | GS-20?? | Moschendorf KG: Moschendorf GrStNr: 3576                      |              |        | 1933  |
| 0    | Datei hochladen | Stieleiche     | GS-21?? | Neuberg im Burgenland KG: Neuberg GrStNr: 1912/4              |              |        | 1979  |
| 1    | Datei hochladen | Winterlinde    | GS-22?? | Neuberg im Burgenland KG: Neuberg GrStNr: 1912/4              |              |        | 1969  |
| 1    | Datei hochladen | Winterlinde    | GS-096  | Ollersdorf im Burgenland KG: Ollersdorf GrStNr: 3930 Standort |              |        | 1983  |

| Foto:                    | Fotografie des Naturdenkmals. Klicken des Fotos erzeugt eine vergrößerte Ansicht. Daneben finden sich zwei Symbole: \| Weitere Bilder vorhanden \| Das Symbol bedeutet, dass weitere Fotos des Objekts verfügbar sind. Durch Klicken des Symbols werden sie angezeigt. \| \| Eigenes Foto hochladen \| Durch Klicken des Symbols können weitere Fotos des Objekts in das Medienarchiv Wikimedia Commons hochgeladen werden. \| |
| Name:                    | Bezeichnung des Naturdenkmals laut offiziellen Quellen |
| ID                       | Identifikator |
| Standort:                | Es ist die Gemeinde und falls vorhanden die Adresse angegeben. Darunter sind die Katastralgemeinde (KG) und die Grundstücksnummer angeführt. Durch Aufruf des Links Standort wird die Lage des Denkmals in verschiedenen Kartenprojekten angezeigt. |
| Beschreibung             | Kurze Beschreibung des Naturdenkmals |
| Fläche                   | Fläche des Naturdenkmals in Hektar (ha) |
| Datum                    | Datum oder Jahr der Unterschutzstellung |
| Weitere Bilder vorhanden | Das Symbol bedeutet, dass weitere Fotos des Objekts verfügbar sind. Durch Klicken des Symbols werden sie angezeigt. |
| Eigenes Foto hochladen   | Durch Klicken des Symbols können weitere Fotos des Objekts in das Medienarchiv Wikimedia Commons hochgeladen werden. |